# Debrecen
Debrecen (madžarsko: [ˈdɛbrɛt͡sɛn] (); nemško Debrezin; slovaško Debrecín)) je drugo največje mesto na Madžarskem, takoj za Budimpešto, je regionalno središče regije Severne Velike nižine in sedež županije Hajdú-Bihar. Mesto z županijskimi pravicami je bilo največje madžarsko mesto v 18. stoletju in je eno najpomembnejših kulturnih središč Madžarov. Debrecen je bil tudi glavno mesto Madžarske med revolucijo v letih 1848–1849. Med revolucijo je bila v reformirani veliki cerkvi razglašena detronizacija habsburške dinastije. Mesto je bilo tudi glavno mesto Madžarske do konca druge svetovne vojne v letih 1944–1945. Je dom Univerze v Debrecenu.
Tu je Mednarodno letališče Debrecen in Stadion Debrecen (35.000 mest), sedež Debreceni VSC.

## Etimologija
Obstajajo vsaj tri pripovedi o izvoru imena mesta. Mesto je prvič dokumentirano leta 1235 kot Debrezun. Ena teorija trdi, da ime izhaja iz turške besede debresin, ki pomeni 'živeti' ali 'gibati se'. Druga teorija pravi, da je ime slovanskega izvora in pomeni 'dobro cenjen', iz slovanskega Dьbricinъ ali dobre zliem (»dobra zemlja«). Tretjič in nazadnje je profesor Šimon Ondruš izpeljal toponim iz praslovanskega izraza *dьbrь (soteska).
Standardno romunsko ime za mesto je Debrețin, vendar romunske skupnosti na Madžarskem uporabljajo različico Dobrițân.

## Zgodovina
Naselje je nastalo po madžarski osvojitvi Panonske kotline. Debrecen je postal pomembnejši, potem ko so bile nekatere majhne vasi na tem območju (Boldogasszonyfalva, Szentlászlófalva) zapuščene zaradi mongolske invazije na Evropo. Hiter razvoj je doživel po sredini 13. stoletja.
Leta 1361 je Ludvik I. Ogrski podelil meščanom Debrecena pravico do izbire mestnega sodnika in sveta. To je dalo nekaj možnosti za samoupravo mesta. Do začetka 16. stoletja je bil Debrecen pomembno tržno mesto.
Kralj Sigismund Luksemburški, cesar Svetega rimskega cesarstva, mu je kot del pogodbe s srbskim vladarjem Stefanom Lazarevićem septembra 1411 dal priložnost, da vlada Debrecenu. Leto po Lazarevićevi smrti leta 1426 je njegovo vlogo prevzel njegov naslednik, Đurađ Branković. Med letoma 1450 in 1507 je bil v posesti družine Hunyadi.
V osmanskem obdobju se je Debrecen, ki je bil blizu meje in ni imel gradu ali mestnega obzidja, pogosto znašel v težkih razmerah in mesto so rešile le diplomatske sposobnosti njegovih voditeljev. Včasih je mesto varovalo Osmansko cesarstvo, včasih katoliški evropski vladarji ali Franc II. Rákóczi, transilvanski knez. Debrecen je pozneje precej zgodaj sprejel protestantsko reformacijo in si prislužil vzdevek kalvinistični Rim in madžarska Ženeva. V tem obdobju so bili prebivalci mesta predvsem madžarski kalvinisti. Debrecen je med letoma 1558 in 1693 kot sandžak prišel pod osmanski nadzor in je bil urejeno omejen na ejalete Budin (1541–1596), Eğri (1596–1660) in Varat (1660–1693) kot »Debreçin«.
Leta 1693 je Leopold I. Habsburški, cesar Svetega rimskega cesarstva, povzdignil Debrecen v status svobodnega kraljevega mesta. Leta 1715 se je v Debrecen vrnila rimskokatoliška cerkev in mesto ji je dalo prostor za gradnjo cerkve, kar je menihom piaristom omogočilo zgraditi stolnico sv. Ane. V tem času je bilo mesto pomembno kulturno, trgovsko in kmetijsko središče, številni bodoči učenjaki in pesniki pa so obiskovali njegovo protestantsko fakulteto (predhodnico današnje univerze v Debrecenu in tudi debrecenske reformirane teološke univerze).
Leta 1849 je bil Debrecen za kratek čas glavno mesto Madžarske, ko je tja pribežala madžarska revolucionarna vlada iz Pest-Buda (današnja Budimpešta). Aprila 1849 je Lajos Kossuth pri Veliki (kalvinistični) cerkvi (madžarsko Nagytemplom) razglasil detronizacijo Habsburžanov (po padcu revolucije zapostavljene) in neodvisnost Madžarske. Zadnja bitka osamosvojitvene vojne je bila tudi blizu Debrecena. Rusi, povezani s Habsburžani, so premagali madžarsko vojsko blizu zahodnega dela mesta.
Po vojni je Debrecen počasi spet začel cveteti. Leta 1857 je bila dokončana železniška proga med Budimpešto in Debrecenom in Debrecen je kmalu postal železniško križišče. Zgradili so nove šole, bolnišnice, cerkve, tovarne in mline, v mestu so se naselile banke in zavarovalnice. Spreminjati se je začela tudi podoba mesta: z novimi, višjimi stavbami, parki in vilami ni bilo več podobno provincialnemu mestu in je postalo videti kot sodobno mesto. Leta 1884 je Debrecen postal prvo madžarsko mesto s parnim tramvajem.
Po prvi svetovni vojni je Madžarska izgubila precejšen del svojega vzhodnega ozemlja v korist Romunije in Debrecen se je ponovno znašel blizu državne meje. Leta 1919 ga je za kratek čas zasedla romunska vojska. Turizem je mestu omogočil ponovni razcvet. V osrednjem parku Nagyerdő ('Veliki gozd') je bilo zgrajenih veliko stavb (med njimi notranji bazen in prvi stadion na Madžarskem), ki so nudile rekreacijske možnosti. Dokončana je bila stavba univerze. Hortobágy, velik pašnik v lasti mesta, je postal turistična atrakcija.
Med drugo svetovno vojno je bil Debrecen skoraj popolnoma uničen, poškodovanih je bilo 70 % stavb, 50 % jih je bilo popolnoma uničenih. Oktobra 1944 je v bližini mesta prišlo do velike bitke, v kateri je sodelovala kombinirana oborožitev, vključno z več sto tanki (bitka za Debrecen). Debrecen so 20. oktobra zavzele sovjetske enote 2. ukrajinske fronte. Po letu 1944 se je začela obnova in Debrecen je za kratek čas ponovno postal glavno mesto Madžarske. Meščani so začeli obnavljati svoje mesto in skušali povrniti predvojni status, a nova, komunistična vlada Madžarske je imela drugačne načrte. Ustanove in posestva mesta so bili vzeti v javno last, zasebna lastnina je bila odvzeta. Ta prisilna sprememba starega sistema je Debrecenu prinesla nove izgube; polovica njenega območja je bila priključena bližnjim mestom, mesto pa je izgubilo tudi pravice nad Hortobágyjem. Leta 1952 sta iz nekdanjih delov Debrecena nastali dve novi vasi – Ebes in Nagyhegyes, leta 1981 pa je bila bližnja vas Józsa priključena mestu.

## Demografija

### Etnične skupine
Po popisu leta 2011 je bilo v Debrecenu 177.435 (84,0 %) Madžarov, 1305 (0,6 %) Romov, 554 (0,3 %) Nemcev in 504 (0,2 %) Romunov. 31.931 oseb (15,1 % vsega prebivalstva) se ni opredelilo za narodnost. Brez teh ljudi so Madžari predstavljali 98,9 % celotnega prebivalstva. Na Madžarskem se lahko ljudje opredelijo za več kot eno etnično pripadnost, zato je vsota etničnih pripadnosti višja od celotnega prebivalstva.

### Religija
Po popisu prebivalstva leta 2011 je bilo 52.459 (24,8 %) madžarskih reformiranih (kalvinistov), 23.413 (11,1 %) latinskih katoličanov, 10.762 (5,1 %) grkokatolikov, 899 (0,4 %) baptistov, 885 (0,4 %) Jehovovih prič, in 812 (0,4 %) luteranov v Debrecenu. 54.909 oseb (26,0 %) je bilo nevernih, 3877 (1,8 %) ateistov, 59.955 oseb (28,4 %) pa se ni opredelilo za veroizpoved.

#### Reformirana cerkev v Debrecenu
Od 16. stoletja je v mestu pognala reformacija; najprej luteranstvo, nato prevladujejo Calvinovi nauki. Od leta 1551 je kalvinistična vlada mesta katoličanom prepovedala preselitev v Debrecen. Katoliške cerkve je prevzela kalvinistična cerkev. Katoliška vera je izginila iz mesta do leta 1715, ko se je vrnila. Tukaj je živelo in delalo več kalvinističnih cerkvenih voditeljev, kot je Peter Melius Juhasz, ki je prevedel Ženevske psalme. Leta 1567 je bila v mestu ustanovljena sinoda, ko je bila sprejeta druga helvetska veroizpoved. Nastale so znane kalvinistične visoke šole. Vzdevek mesta Debrecen, ki se pogosto uporablja na Madžarskem, je kalvinistični Rim ali madžarska Ženeva zaradi velikega odstotka kalvinistične vere v mestu, prav tako ima kalvinistična cerkev pomemben vpliv v mestu in županiji. Debrecen je tudi dom Reformirane teološke univerze v Debrecenu (Debreceni Református Hittudományi Egyetem), ustanovljene leta 1538 in je imel edini kalvinistični teološki inštitut v državi, ki mu je bilo dovoljeno delovati med komunistično vladavino.
Madžarska reformirana cerkev ima v Debrecenu približno 20 kongregacij, vključno z znamenito reformirano veliko cerkvijo v Debrecenu, ki zlahka sprejme približno 5000 ljudi (s 3000 sedeži).

## Kultura
Predvsem po zaslugi reformacije in prestižne reformirane fakultete v Debrecenu, ustanovljene leta 1538, je Debrecen že od 16. stoletja intelektualno in kulturno središče okolice. Visoka šola se je leta 1912 oblikovala v univerzo polnega obsega, njeno intelektualno življenje pa se je razvilo v sfero vpliva med Egerjem in Oradeo (madžarsko Nagyvárad, zdaj v Romuniji). V letih 1949–1950 je bilo zaradi komunističnega prevzema oblasti zaprtih več oddelkov univerze, številni študenti in učitelji pa so bili izgnani. V desetletjih socialističnega režima je imel Debrecen tri ločene univerze: Univerza znanosti Kossuth Lajos (KLTE) je bila nosilka tradicije Visoke šole s svojimi umetnostnimi in naravoslovnimi fakultetami; Medicinska univerza v Debrecenu (DOTE) je bila glavna medicinska šola vzhodne Madžarske; Univerza za kmetijstvo v Debrecenu (DATE) je bila poleg Gödöllőja ena od dveh večjih kmetijskih univerz v državi. Tri entitete so leta 2000 oblikovale sedanjo Univerzo v Debrecenu, od 1990-ih pa je bilo ustanovljenih več novih fakultet od Pravne fakultete do najnovejše Fakultete za informatiko. Njena osrednja stavba, ki zdaj skoraj soglasno pripada Filozofski fakulteti, je (predvsem po zaslugi osrednje stavbe) še vedno splošno priznana arhitektura. Univerza je največja univerza na Madžarskem, ima več kot 100 oddelkov in je glavna raziskovalna ustanova v Evropi. Univerza je znana po raziskovalnem laboratoriju za kaktuse v botaničnih vrtovih za glavno stavbo.
V drugi polovici 19. stoletja je debrecenski tisk v mesto privabil več pomembnih osebnosti. Endre Ady, Gyula Krúdy in Árpád Tóth so svojo novinarsko kariero začeli v Debrecenu. Ugledni literarni osebnosti iz mesta sta Magda Szabó in Gábor Oláh. V mestu se je rodil in živel eden najbolj znanih madžarskih pesnikov Mihály Csokonai Vitéz. Mestno gledališče, zgrajeno leta 1865, je bilo poimenovano v njegovo čast leta 1916, vendar lahko sledi svojim koreninam vse do Narodne gledališke družbe, ustanovljene v Debrecenu leta 1789, ki je sprva prirejala predstave v avli gostilne. Med njimi je tudi slavna igralka Lujza Blaha.
Debrecen je dom Tankcsapda, ene najuspešnejših madžarskih rock skupin. V mestu je tudi rock šola, ki nudi usposabljanje in mentorstvo mladim glasbenikom. Klasični mediji v mestu vključujejo časopis Napló, dva televizijska kanala, vrsto lokalnih radijskih postaj ter več podjetij in združenj, ki proizvajajo medijsko gradivo.
Debrecen je prizorišče pomembnega zborovskega tekmovanja, mednarodnega zborovskega tekmovanja Béla Bartók, in je mesto, ki sodeluje pri Veliki nagradi Evrope za zborovsko petje. Vsako leto avgusta mesto gosti festival cvetja.

## Gospodarstvo
Razvoj Debrecena v glavnem financirajo kmetijska, zdravstvena in izobraževalna podjetja. Mesto je glavno središče nakupovalnih središč v vzhodni Madžarski. Forum Debrecen je največje nakupovalno središče v regiji. Debrecen je eno najbolj razvitih mest na Madžarskem, regionalno središče mednarodnih podjetij, kot so National Instruments, IT Services Hungary, BT, Continental, BMW, CATL in Healthcare Manufacturers (Teva Pharmaceutical Industries Ltd. in Gedeon Richter Plc.).

## Glavne znamenitosti
- Središče mesta
- Reformirana velika cerkev (Nagytemplom)
- Mestni park (Nagyerdő) in zdravilišče
- Muzej Déri (umetniška zbirka, vključno s slikami Mihályja Munkácsyja; ima tudi zbirko Starega Egipta artefaktov in orožja iz Evrope, Bližnjega in Daljnega vzhoda)[17]
- Flower Carnival of Debrecen[18] potekal 20. avgusta vsak leto
- Mlin "Hortobágy".
- Nagyerdei Stadion (domači nogometni stadion kluba Debreceni VSC)
- Ravatalozó (pokopališče)
- Gledališče Csokonai[19]

- Hotel Malom (nekdanji mlin "Hortobágy")
- Pogrebni zavod v secesijskem arhitekturnem slogu
- Zgodovinska stavba (Nagyerdő)
- Muzej Déri
- Gledališče Csokonai